# Semoy Hackett
Semoy Hackett (née le 27 novembre 1988 à Port-d'Espagne) est une athlète trinidadienne, spécialiste du sprint.

## Carrière
Championnats d'Amérique centrale et des Caraïbes en 2011 sur 100 m et 4 x 100 m, Semoy Hackett atteint en 2012 la finale des Jeux olympiques de Londres sur 200 m où elle se classe septième en 22 s 87. En demi-finale, la Trinidadienne avait égalé son record à 22 s 55.
Gênée par des blessures, elle ne fait son retour sur les pistes qu'en 2015. Lors des Jeux panaméricains, elle se classe huitième de la finale du 100 m (11 s 16). Puis, lors des Championnats NACAC, elle remporte la médaille d'argent du 200 m en 22 s 51, nouveau record personnel. Lors des Championnats du monde de Pékin, Hackett est éliminée en demi-finale du 100 m (11 s 13, SB) et du 200 m (22 s 75) mais remporte au sein du relais 4 x 100 m, la médaille de bronze en 42 s 03, nouveau record de Trinidad.

## Palmarès
| Date | Compétition                                | Lieu           | Résultat | Épreuve   | Date          |
| ---- | ------------------------------------------ | -------------- | -------- | --------- | ------------- |
| 2008 | Champ. d’Amérique centrale et des Caraïbes | Cali           | 1re      | 4 × 100 m | 43 s 43       |
| 2009 | Champ. d’Amérique centrale et des Caraïbes | La Havane      | 2e       | 100 m     | 11 s 35       |
| 2011 | Champ. d’Amérique centrale et des Caraïbes | Mayagüez       | 1re      | 100 m     | 11 s 27       |
| 2011 | Champ. d’Amérique centrale et des Caraïbes | Mayagüez       | 1re      | 4 × 100 m | 43 s 47       |
| 2011 | Championnats du monde                      | Daegu          | —        | 4 x 100 m | DQ            |
| 2012 | Jeux olympiques                            | Londres        | —        | 200 m     | DQ            |
| 2012 | Jeux olympiques                            | Londres        | —        | 4 x 100 m | DQ            |
| 2015 | Jeux panaméricains                         | Toronto        | 8e       | 100 m     | 11 s 16       |
| 2015 | Championnats NACAC                         | San José       | 2e       | 200 m     | 22 s 51       |
| 2015 | Championnats du monde                      | Pékin          | 3e       | 4 × 100 m | 42 s 03       |
| 2016 | Jeux olympiques                            | Rio de Janeiro | 5e       | 4 × 100 m | 42 s 12       |
| 2017 | Relais mondiaux de l'IAAF                  | Nassau         | 4e       | 4 × 200 m | 1 min 32 s 63 |
| 2017 | Championnats du monde                      | Londres        | 6e       | 4 x 100 m | 42 s 62       |
| 2018 | Jeux du Commonwealth                       | Gold Coast     | 7e       | 200 m     | 23 s 16       |
| 2018 | Jeux du Commonwealth                       | Gold Coast     | 4e       | 4 x 100 m | 43 s 50       |
| 2018 | Jeux d'Amérique centrale et des Caraïbes   | Barranquilla   | 2e       | 200 m     | 22 s 95       |
| 2018 | Jeux d'Amérique centrale et des Caraïbes   | Barranquilla   | 2e       | 4 x 100 m | 43 s 61       |
| 2018 | Championnats NACAC                         | Toronto        | 5e       | 200 m     | 23 s 27       |
| 2019 | Jeux panaméricains                         | Lima           | 8e       | 200 m     | 23 s 62       |
| 2019 | Championnats du monde                      | Doha           | 6e       | 4 x 100 m | 42 s 71       |

## Records
| Épreuve    | Performance | Lieu           | Date         |
| ---------- | ----------- | -------------- | ------------ |
| 100 mètres | 11 s 07     | Port d'Espagne | 25 juin 2016 |
| 200 mètres | 22 s 51     | San José       | 9 août 2015  |

| Épreuve    | Performance | Lieu            | Date            |
| ---------- | ----------- | --------------- | --------------- |
| 60 mètres  | 7 s 22      | College Station | 11 mars 2011    |
| 200 mètres | 22 s 84     | Fayetteville    | 27 février 2011 |